# Паркер, Томас, 1-й граф Макклсфилд
Томас Паркер, 1-й граф Макклсфилд (англ. Thomas Parker, 1st Earl of Macclesfield; 23 июля 1666 — 28 апреля 1732) — английский политик и пэр.

## Ранняя жизнь
Родился 23 июля 1666 года в графстве Стаффордшир. Сын Томаса Паркера, адвоката из Лика, и его жены Энн Венейблс, дочери Роберта Венейбла.
Он получил образование в Школе Адамса в Ньюпорте, Шропшир, школе Дерби в 1680 году и в школе преподобного Сэмюэля Огдена в Дерби. Он был принят в Иннер-Темпл в 1684 году и в Тринити-колледж в Кембридже в качестве пенсионера в 1685 году. Его призвали в коллегию адвокатов в 1694 году.

## Политическая карьера

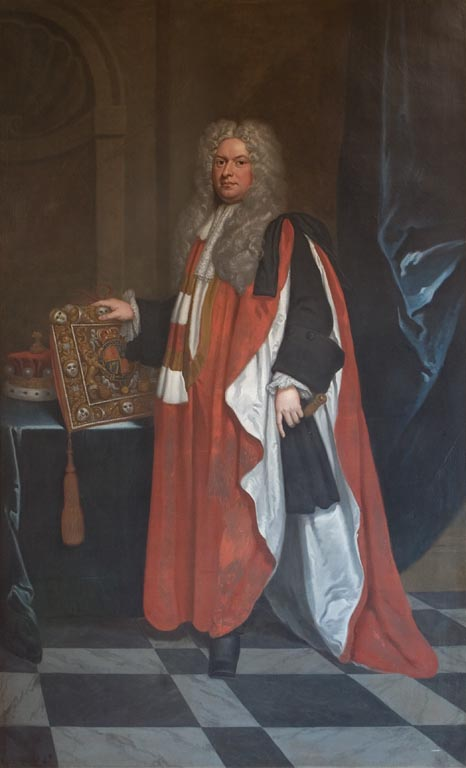
Граф Макклсфилд, портрет сэра Готфрида Кнеллера.

Томас Паркер заседал в Палате общин Великобритании от Дерби (1705—1710). Он был назначен королевским адвокатом, сержантом и посвящен в рыцари 9 июля 1705 года. В 1710 году Томас Паркер стал членом Тайного совета Великобритании. 11 марта 1710 года он был назначен лордом главным судьей Англии.
С 1 августа 1714 года после смерти королевы Анны Стюарт и до прибытия в Англию короля Георга I, курфюрста ганноверского, Томас Паркер был назначен одним из регентов Великобритании. Его поддержка ганноверской преемственности была оценена королем Георгом I, который повторно назначил его лордом-главным судьей в 1714 году. 10 марта 1716 года король возвел его в звание пэра как барона Паркера из Макклсфилда в графстве Чешир. В этом же году он купил, а затем начал восстанавливать замок Ширберн в Оксфордшир, который должен был стать резиденцией дома Макклсфилдов в течение следующих 300 лет. В 1718 году, поскольку король не говорил по-английски, Томас Паркер прочитал речь короля в Палате лордов.
В 1718 году Томас Паркер стал лордом-канцлером Великобритании и получил пожизненную пенсию. 15 ноября 1721 года ему был присвоен титул графа Макклсфилда с дополнительным титулом виконта Паркера.
В 1724 году Томас Паркер был замешан в финансовых нарушениях, но ушел в отставку с поста лорда-канцлера Великобритании только в 1725 году. В 1725 году ему был объявлен импичмент, и его судили в Палате лордов. Он был единогласно признан виновным в коррупции за получение взятки на сумму более 100 000 фунтов стерлингов (сегодня это эквивалент более 11 000 000 фунтов стерлингов). Он был оштрафован на 30 000 фунтов стерлингов и помещен в Тауэр до получения оплаты. Его также исключили из состава Тайного совета. Он был баснословно богатым человеком, возможно, из-за своей коррупции, но поскольку эти деньги были конфискованы, у него не было средств, чтобы заплатить штраф. Большую часть оставшейся жизни он провел в замке Ширберн.
Томас Паркер скончался на Сохо-сквер в Лондоне 28 апреля 1732 года и был похоронен в Ширберне.
Томас Паркер был избран членом Королевского общества в 1713 году. Он был другом Бернарда де Мандевиля, чья сатирическая «Басня о пчелах» стала весьма спорной в 1720-х годах. Он был покровителем гимназии, построенной в Лике, его родном городе. В 1727 году он нес гроб на похоронах другого друга, сэра Исаака Ньютона.

## Семья
23 апреля 1691 года он женился на Джанет Кэрриер (? — 23 августа 1733), дочери Чарльза Кэрриера. У супругов было двое детей:
- Леди Элизабет Паркер (? — 21 февраля 1747) вышла замуж за сэра Уильяма Хиткота, 1-го баронета. У них было шесть сыновей и три дочери.
- Джордж Паркер, 2-й граф Макклсфилд (ок. 1697 — 17 марта 1764).